# بوردو
بردو (بالفرنسية: Bordeaux)‏ مدينة فرنسية، عرفها العرب باسم برديل أو بُرْذَالُ أو بردال أو برذيل ، تقع على نهر غارون في جنوب غرب البلاد، بالقرب من مصب النهر عند خليج غاسكونيا (المحيط الأطلسي). يبلغ عدد سكانها 1.150.000نسمة (إحصاءات 2004).
تعد مدينة بوردو – جنوب غرب فرنسا – من المدن الأشهر عالميًا، بين المدن الفرنسية، بعد باريس مباشرة. لم تأت هذه الشهرة فقط من زراعة الدالية التي تشتهر بها المدينة، بل من تاريخ طويل تمتلكه المدينة. ويشكل لها مادة تفتخر بها طوال الوقت. تقع المدينة على الساحل الجنوبي لنهر جيروند الكبير الذي كانت تختبئ السفن المسافرة فيه قبل عدة قرون اتقاءً لحالات العواصف الخطيرة التي تصيب المحيط الأطلسي في أيام الشتاء، ما حول المنطقة إلى ميناء مهم على الضفة الشرقية للأطلسي. وهي في السابق كانت منطقة ممتلئة بالمستنقعات التي لم يزل لغاية اليوم بعض منها بالقرب من المدينة. وقد ساهمت هذه المستنقعات بعد استصلاح الأراضي بتحويلها إلى أكثر الأراضي خصوبة في فرنسا، خاصة في زراعة الكرمة، التي يعيش على جزء منها الاقتصاد الفرنسي. تمتلك بوردو كما غيرها من المدن الفرنسية، علماً خاصاً بها، يرمز فيما يرمز إلى تاريخها الملكي، إضافة إلى تاريخ وجود النبلاء فيها. وهي إضافة لذلك من المناطق التي تمتلك أكبر عدد من قصور النبلاء والملوك الذين تعاقبوا على حكم فرنسا. وتعد منطقة سانت إيميليون في إقليم جيروند من المناطق الغنية جداً في فرنسا لما تمثله زراعة الكرمة فيها من أهمية. وأيضا بما تحتوي عليه من قصور فارهة وكثيرة في الوقت عينه.

## تاريخ المدينة
يعود تاريخ المدينة القريب إلى القرن الثالث قبل الميلاد، وكانت في ذلك العهد تعرف باسم Burdigala باللغة اللاتينية. وهي كلمة تعني المشردين بالعربية، حيث يقال أن المنطقة في ذلك الوقت، كانت تستقبل العديد من أفراد شعب الغال الذين هم المرجع العرقي للفرنسيين اليوم. حيث كان هؤلاء يأتون من مقاطعة بورجيه Bourges التي كانت تخضع لحكم قاسٍ لا يرحم في ذلك الوقت.
تعرضت بوردو في تاريخها للعديد من الغزوات عبر تاريخها. فدخلتها الجيوش الرومانية البابوية لتطهيرها من الكفر والإلحاد، إذ كانت تمارس فيها الكثير من البدع الدينية الغريبة عن الدين. وقد تحولت إلى المسيحية بالكامل في القرن السابع وتم بناء عدة كنائس وكاتدرائيات فيها ما زالت مائلة إلى اليوم من أكبرها كاتدرائية القديس ميشال التي ترتفع في سماء المدينة، وتعد من أكبر مبانيها التاريخية عظمة. وكان الأمير عبد الرحمن الداخل قد دخلها مع جيوش المسلمين في العام 731 م، لكنه لم يبق فيها كثيراً إذ هزمت جيوشه على يد حملة قادها شارلز مورتل عام 735م في موقعة Eudes وبذلك خرجت منها الجيوش الإسلامية وإلى الأبد. لكنها في القرن التاسع احتلت من قبل الفايكنغ الذين جاؤوها من شمال أوروبا ومكثوا فيها برهة من الوقت وكانوا يستعملونها كميناء مهم لغزواتهم على مناطق أخرى من أوروبا الجنوبية وحتى سواحل شمال أفريقيا التي لم تسلم من غزواتهم ونهبهم لثرواتها. تعد بوردو اليوم رابع مدينة في فرنسا بعد باريس وليون ومارسيليا، وتزدهر فيها التجارة رغم أن ميناءها لم يعد مفتوحاً أمام السفن التجارية الكبيرة، بل وفقط أمام سفن السياحة المتوسطة والكبيرة في بعض الأحيان. لكنها تضم عددا من الشركات الكبرى والأسواق التاريخية الكبيرة مثل شارع سانت كاثرين الذي يمتد على مسافة كيلو ومائتي متر، وهو مخصص للمشاة منذ القرن السابع عشر، ويعتبر أطول سوق للمشاة في أوروبا كلها. ومن اللافت بأن بداية هذا الشارع تبدأ بعدد من المطاعم البسيطة التي تقدم وجبات خفيفة للمتسوقين بينها ثلاثة مطاعم لبنانية. ويبدأ الشارع من ساحة place de la victoire الشهيرة في وسط بوردو التي يتوسطها عمود يشبه المسلات الفرعونية، هو الباقي من زمن سابق، وأيضاً تتوسطها سلحفاة نحاسية كبيرة وأخرى صغيرة هي بمثابة الابن، ثم يتم الدخول إلى الشارع عبر البوابة التي ما زالت هنا منذ القرن السابع، حتى ينتهي مع دار الأوبرا الكبيرة جداً في بوردو والأكثر نشاطاً في منطقة جنوب غرب فرنسا.

## معالم المدينة
ساحة الكوميديا التي ينتهي بها شارع سانت كاثرين التجاري، ويتفرع عن شوارع أخرى للمحلات الراقية والفخمة الجديدة، الساحة أيضاً هي الممر الرئيسي إلى الأحياء الداخلية لبوردو التي تشهد طرقاتها الضيقة والقديمة ازدهاراً في عدد المطاعم التي أصبحت تفتتح في البيوت القديمة التي تشكل نقطة جذب مميزة للسياح. ورغم أن إقليم d’Aquitaine الذي تعتبر بوردو عاصمته وكبرى مدنه، لا يشتهر كثيراً بفن الطبخ الفرنسي، إلا أن السياح يقبلون كثيراً على هذه المطاعم الصغيرة، التي تغلفها أجواء حميمية ودافئة كما مناخ المدينة في فصل الصيف. Le Grand Théâtre أو مبنى الأوبرا، الذي يقع فيplace de la Comédie ليس حديث العهد، مثله في هذا مثل معظم الأماكن التي تشكل علامات مضيئة في بوردو لثقافة عصر الأنوار. فقد بني مبنى الأوبرا الحالي بناء على طلب من الماريشال دي ريتشيليو حاكم غويين Guyenne الذي كلف المهندس المعماري الأشهر في ذلك الزمن فيكتور لويس بتنفيذ البناء الذي انتهى في 7 أبريل / نيسان 1780 وذلك قبل اندلاع الثورة الفرنسية بتسعة أعوام فقط. وهي تتسع لألف شخص ويرتفع سقفها لسبع وأربعين متراً وطول الصالة الداخلة فيها إلى ثمانية وثمانين متراً وهي تنتمي إلى الهندسة النيوكلاسيكية، وتذكر شواهد وصور المتحف الصغير داخل الأوبرا بأنها استقبلت في حفل الافتتاح مسرحية أثيل l"Athalie لجان راسين. كما أنها وسنوياً، تقيم عشرات الحفلات الراقصة والكلاسيكية وتعزف فيها كل شهر تقريباً الأوركسترا السمفونية لبوردو وهي من أشهر الفرق الموسيقية في أوروبا. ساحة أخرى تعبر عن ازدهار بوردو منذ عصر الأنوار ولغاية أيامنا هذه هي ساحة place de la Bourse التي شيدت بين الأعوام 1730 و1775 وكانت من تصميم مهندس الملك في ذلك الوقت جاك آنج غابرييل الذي كان إلى جانب فيكتور لويس أحد أهم المهندسين المعماريين في عصر الأنوار. أما الأمر اللافت فهو أن بوردو في ذلك الوقت كانت تحتوي على بورصة للأسواق المالية، بما يسبق فعلياً العصر الصناعي بسنوات. أي ذلك العصر الذي دخلت فيه الآلة إلى عالم التجارة والصناعة، مفتتحة عصراً جديداً من رأسمالية السوق. لكن الساحة التي ينقصها اليوم تمثال الفروسية الذي تم تدميره إبان الثورة الفرنسية باعتباره من رموز الملكية، ما زالت من أهم ساحات المدينة، وهي الوحيدة التي تشرف على الميناء القديم الذي تحول، بعد انتخاب آلان جوبيه رئيساً لبلدية بوردو، بعدما خرج من اللعبة السياسية التي عمل فيها لوقت طويل وتقلد منصب رئيس وزراء فرنسا لبعض الوقت. الساحة افتتحت رسميا عام 1779، أيضاً قبل الثورة بعقد واحد من الزمن، تمت يومذاك بحضور الملك لويس الخامس عشر، الذي بارك تحول المدينة إلى مركز تجاري مهم في قلب أوروبا التقليدية. وبعد تهديم تمثال الفروسية أثناء الثورة، أعيد إلى الساحة وفي المكان نفسه، نافورة من ثلاثة أضلاع تمثل النعم التي كان يمن على المدينة بها الإمبراطور نابليون الأول. وهي لا تزال لغاية اللحظة شاهدة على زمن التغيير الأول الذي حصل في فرنسا ونقل تركيبة الدولة من مكان إلى مكان آخر. وتم تصميمها بثلاثة أضلاع، ليمثل كل ضلع منها ملكة من ملوكات ذلك الزمان وهن على التوالي الملكة أوجيني والملكة فيكتوريا والملكة إيزابيلا ملكة إسبانيا في العام 1865. يعتبر حي السان ميشال، اليوم، المكان الذي يعتبر غالبية سكانه من أصول عربية مغاربية. كما تشهد ساحة الكاتدرائية يومياً إقامة سوق شعبي، يعتبر الأهم في المنطقة تباع فيه الأشياء القديمة والمستعملة، ولعشاق الكتب النادرة والمخطوطات الفريدة والتحف القديمة، فإن هذه السوق التي تقفل فترة الظهر من كل يوم، تجمع في داخلها العديد من الكنوز المعرفية من كتب وإسطوانات قديمة وخرائط وثريات وأثاث منزلي وكل ما يلزم البيوت من أغراض. وبما أن الحي أصبح مع مرور الوقت، مخصصاً للعرب، فإن الباحث عن أشياء مشرقية أو مغاربية أو حتى دكاكين صغيرة لبيع المواد الغدائية العربية يجد ضالته هناك. تحتوي بوردو على مجموعة فنادق جيدة السمعة، كما معظم فنادق المدن الفرنسية، حيث الفخامة والترف يجتمعان إلى جانب الخدمة المميزة والمطاعم الفاخرة. ويتربع فندق The regent grand hotel على قائمة هذه الفنادق خمس نجوم لامعة على مدخله. ويقع هذا الفندق الفريد، المبني على الطراز النيوكلاسيكي على يد المهندس فيكتور لويس في فترة بناء دار الأوبرا حيث يقع مقابلها. في واحد من أهم ساحات المدينة. من جانب آخر فإن مجموعة فنادق من سلسلة الأربع نجوم تتوزع في المدينة بكثرة، إلى جانب عدد من القصور القريبة من بوردو والتي تم تحويلها إلى فنادق فخمة جداً. زائر بوردو الحالية لا بد في المحصلة أن يخرج منها وفي صدره شيء من عبق ورائحة التاريخ، أما في قلبه فذكريات لا تنسى.

## صور عن بوردو

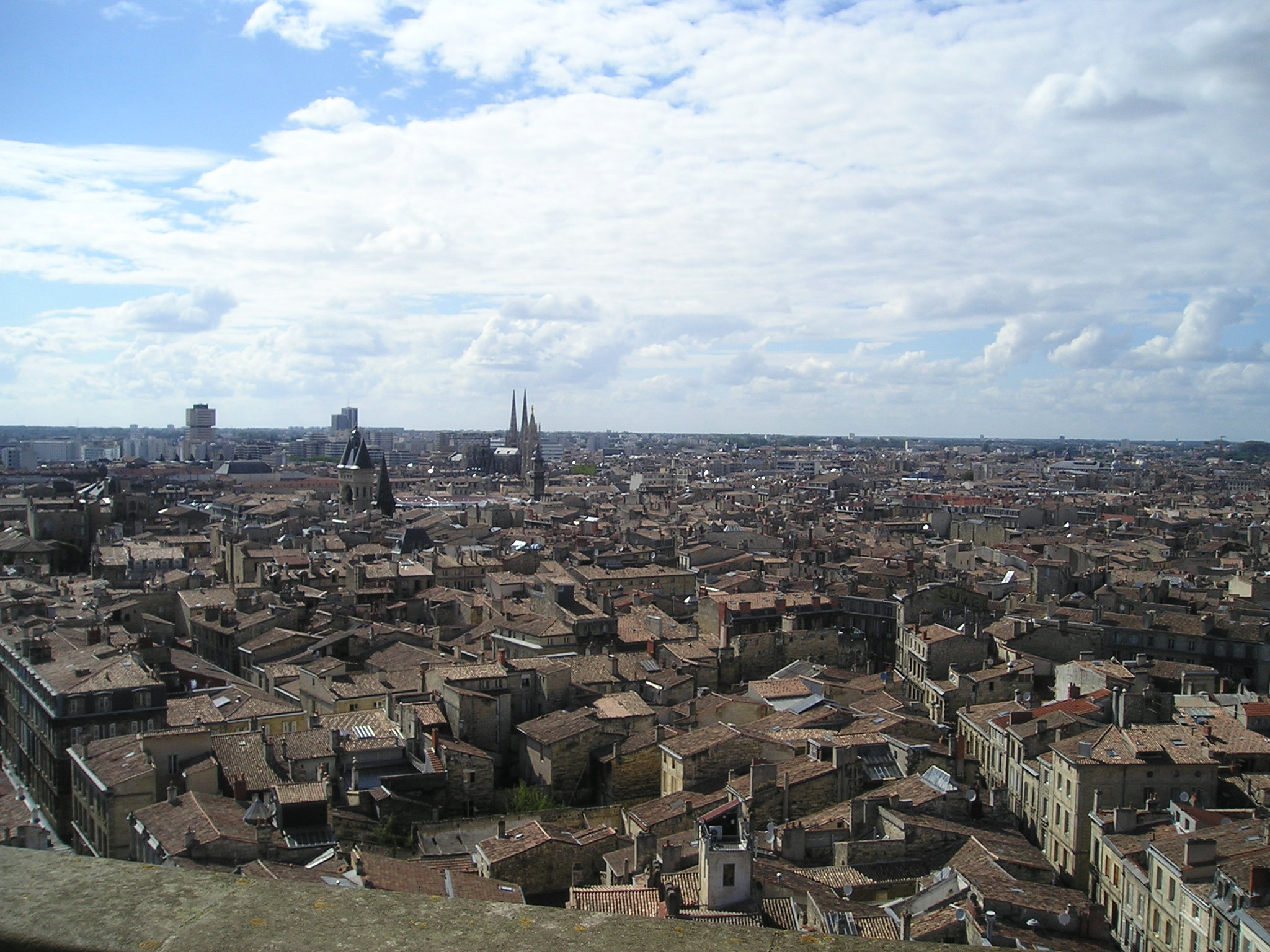

## التوأمة
- الدار البيضاء، المغرب منذ 1988.
- وهران، الجزائر منذ 2003.
- ليما، بيرو.